# Гарретт (Індіана)
Гарретт (англ. Garrett) — місто (англ. city) в США, в окрузі Декальб штату Індіана. Населення — 6542 особи (2020).

## Географія
Гарретт розташований за координатами 41°21′12″ пн. ш. 85°7′25″ зх. д. / 41.35333° пн. ш. 85.12361° зх. д. (41.353449, -85.123587).  За даними Бюро перепису населення США в 2010 році місто мало площу 9,97 км², уся площа — суходіл.

## Демографія
Згідно з переписом 2010 року, у місті мешкало 6286 осіб у 2305 домогосподарствах у складі 1616 родин. Густота населення становила 630 осіб/км².  Було 2539 помешкань (255/км²).
Расовий склад населення:
| - 95,9 % — білих - 0,4 % — корінних американців - 0,4 % — чорних або афроамериканців - 0,4 % — азіатів - 0,1 % — вихідців з тихоокеанських островів - 1,2 % — осіб інших рас |

До двох чи більше рас належало 1,5 %. Частка іспаномовних становила 3,5 % від усіх жителів.
За віковим діапазоном населення розподілялося таким чином: 29,2 % — особи молодші 18 років, 59,6 % — особи у віці 18—64 років, 11,2 % — особи у віці 65 років та старші. Медіана віку мешканця становила 33,7 року. На 100 осіб жіночої статі у місті припадало 92,1 чоловіків;  на 100 жінок у віці від 18 років та старших — 91,2 чоловіків також старших 18 років.
Середній дохід на одне домашнє господарство  становив 46 783 долари США (медіана — 41 607), а середній дохід на одну сім'ю — 52 548 доларів (медіана — 51 719). Медіана доходів становила 43 415 доларів для чоловіків та 30 142 долари для жінок. За межею бідності перебувало 19,0 % осіб, у тому числі 23,4 % дітей у віці до 18 років та 4,5 % осіб у віці 65 років та старших.
Цивільне працевлаштоване населення становило 2724 особи. Основні галузі зайнятості: виробництво — 31,9 %, освіта, охорона здоров'я та соціальна допомога — 18,4 %, роздрібна торгівля — 12,0 %, мистецтво, розваги та відпочинок — 8,7 %.